# Timia
Timia es una comuna rural de Níger perteneciente al departamento de Iferouane en la región de Agadez. En 2011 tenía una población de 13 588 habitantes, de los cuales 7028 eran hombres y 6560 eran mujeres.
Se ubica unos 150 km al noreste de Agadez y unos 150 km al sureste de Arlit, en plena zona desértica de las montañas de Air y sin proximidad a ninguna carretera importante.
La localidad se ubica en torno a un oasis de guelta y destaca por ser uno de los pocos lugares de la zona en el que se dan árboles frutales. Alberga una cascada estacional, un fuerte colonial francés y las ruinas de la histórica localidad tuareg de Assodé.